# Izabela Lutosławska
Izabella z Lutosławskich Wolikowska (ur. 19 listopada 1889 w Moskwie, zm. 21 października 1972 w Edmonton) – polska pisarka, tłumaczka, publicystka i działaczka organizacji społecznych i politycznych związanych z Narodową Demokracją.

## Życiorys
Urodziła się w Moskwie jako druga z czterech córek hiszpańskiej poetki Sofíi Casanovy i polskiego filozofa Wincentego Lutosławskiego. Poprzez urodzenie Izabella związana była z rodziną ziemiańską Lutosławskich, mieszkającą w majątku Drozdowo k. Łomży. Związki rodziny Lutosławskich z Romanem Dmowskim, następnie przyjaźń samej Izabelli z twórcą ideowym polskiego nacjonalizmu, miały wpływ nie tylko na ukształtowanie jej poglądów politycznych, ale także na jej twórczość. 
Już we wczesnej młodości dała się poznać jako doświadczona tłumaczka. W 1911 roku ukazały się tłumaczone przez nią rozmyślania Victoriano Garcíi Martíego pt. Ze świata wewnętrznego, a w 1925 roku przekłady sztuk Jacinto Benaventego: Źle kochana, Wnuczek oraz Grobowiec marzeń. Wybór eksponowanych przez Lutosławską przekładów nie był przypadkowy, nawiązywały one bowiem do katalogu wartości bliskich Izabelli i rodzinie Lutosławskich, ze szczególną w nim rolą patriotyzmu, konserwatyzmu i katolicyzmu.

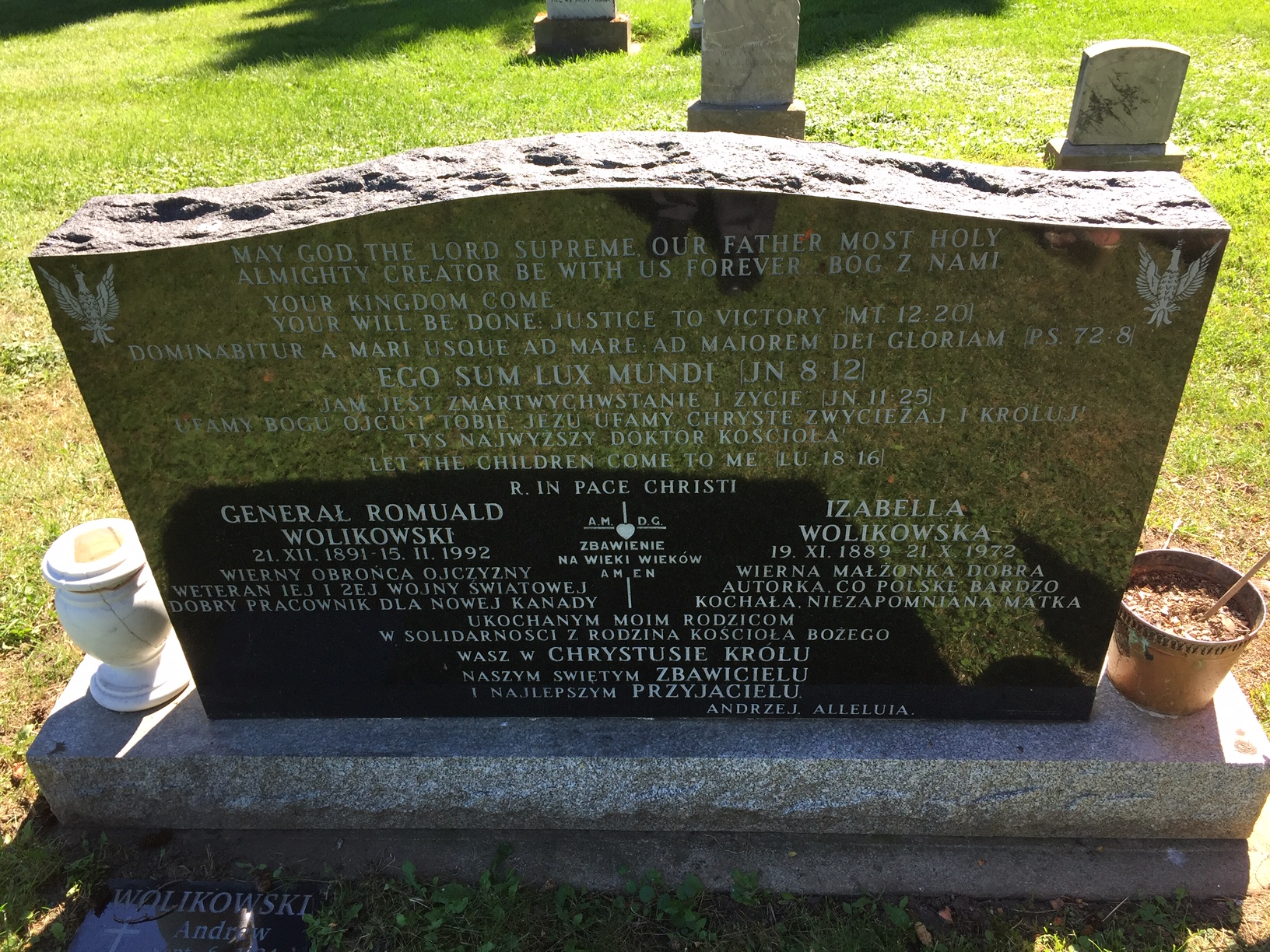
Grób gen. Romualda Wolikowskiego i Izabelli Wolikowskiej.

Lutosławska znała języki obce, władała językiem hiszpańskim i bywała w ojczyźnie matki. Ponadto interesowała się sztuką, kolekcjonowała akwarele i w 1910 roku odniosła odnotowany w prasie sukces w konkursie artystycznym. W twórczości zajmowały ją zagadnienia moralności, sensu życia, roli rodziny. Wyrażała ostry sprzeciw wobec groźby sowietyzacji kraju matki. Osobiste przeżycia i tradycje rodzinne uzasadniały jej nienawiść do bolszewizmu, co w 1937 roku eksponowała na łamach poznańskiej „Kultury”. W 1939 roku wraz z małoletnimi synami znalazła się na Wołyniu, w grupie kobiet kierowanych przez bolszewików do deportacji na Syberię, lecz udało jej się uniknąć tego tragicznego losu. Następnie przebywała w Poznaniu i Warszawie.
Od 1921 roku była żoną Romualda Wolikowskiego, generała brygady Wojska Polskiego, z którym miała dwóch synów: Andrzeja (1924–2017) oraz Grzegorza (1926–1944), który zginął w powstaniu warszawskim. 
Po II wojnie światowej zamieszkała wraz z rodziną w Kanadzie. Zmarła w Edmonton. Została pochowana na Saint Albert Roman Catholic Cemetery. W tej samej kwaterze pochowani są jej mąż Romuald i syn Andrew/Andrzej.

## Twórczość
Izabella Lutosławska znana była jako pisarka oraz kobieta, której bliskie były idee polityczne Narodowej Demokracji. Wpływ na jej twórczość miało także pochodzenie ziemiańskie, a przede wszystkim tradycje rodzinne i osobiste więzi z Romanem Dmowskim. Środowisko ziemiańskie przedstawiała jako oddane pracy rolniczej, uczciwe, przywiązane do katolicyzmu, nierzadko też niezbyt zamożne. W swych powieściach (wśród najważniejszych należy wskazać Córkę, Małżeństwo Zazy, Państwo Bobrowscy) eksponowała wartości chrześcijańskie, znaczenie Boga w życiu człowieka i związany z katalogiem chrześcijańskim wzorzec sensu i celu życia kobiety. Pochwała, a wręcz uwielbienie Lutosławskiej dla kultury dworskiej, wskazywały również na przywiązanie do wartości konserwatywnych, tworzenia w opisach „kulturowego krajobrazu wiejskiego przepojonego wartościami narodowymi”. Zgodnie z ideologią narodową propagowała w swojej twórczości tradycyjny podział ról w rodzinie i tradycyjne miejsce kobiety w społeczeństwie. Za podstawowy, główny obowiązek kobiety Polki uznawała obowiązki rodzinne, sferą dodatkową mogła zaś być aktywność pozadomowa, w tym zainteresowania polityczne. Swe poglądy prezentowała na łamach powieści, wspomnień, a także w prasie związanej z narodowym kręgiem ideowym, np. w gazecie ,,Prosto z Mostu”, „Gazecie Warszawskiej”, „Myśli Polskiej”. 
Wpływ na poglądy Lutosławskiej, o czym wspominano, miało środowisko rodzinne, również kontakty zapoczątkowane przez ojca Wincentego oraz jego braci jeszcze w latach młodości. W rodzinie tej ceniono niezmiennie i przez lata przyjaźń z Zygmuntem Balickim, utrzymywano kontakty z Romanem Dmowskim, kontynuowane i rozwijane później przez Izabellę. Zarówno ona, jak i jej siostra Maria próbowały włączać się w czynną politykę, co było krytykowane m.in. przez Dmowskiego. Izabella współpracowała z Narodową Organizacją Kobiet, która – podobnie jak Koła Polek czy Koła Ziemianek – pełniła tzw. rolę pomocniczą w umacnianiu wpływów politycznych Narodowej Demokracji. W pisarstwie Izabelli Lutosławskiej można odnaleźć wypowiedzi na temat polityki, w tym ocenę bieżących wydarzeń politycznych, zwłaszcza w odniesieniu do działalności Romana Dmowskiego. Jej sympatie polityczne wiązały się także z przekazywanym w środowisku ziemiańskim przez pokolenia katalogiem wartości. Według niego kluczową rolę w życiu kobiety odgrywały wiara katolicka i Kościół, niewiasty spełniały się życiowo, poświęcając się rodzinie, a przemyślenia o charakterze politycznym wyrażać mogły jedynie poprzez własne pisarstwo.  